# Institut for Kemiteknik
Institut for Kemiteknik eller DTU Kemiteknik er et institut på Danmarks Tekniske Universitet ved Kongens Lyngby, der beskæftiger sig med kemisk og biokemisk procesteknologi. Blandt forskningsområderne er olie og gasteknologi, polymerer, emissionskontrol, forbrænding og katalyse. I foråret 2021 havde instituttet 330 ansatte, over 300 studerende og næsten 100 ph.d.-studerende. Professor Kim Dam-Johansen er institutdirektør
Instituttet blev grundlagt i 1868, og Niels Steenberg etablerede Teknisk-Kemisk Laboratorium i 1905. Professor Per Søltoft institutdirektør fra 1954-1974. Anders Björkman blev ansat i 1961, og i 1962 blev instituttet delt op i Institut for kemiteknik under Søltoft og Institut for kemiindustri under Björkman. Institut for kemiteknik og Institut for kemiindustri blev slået sammen igen i 1990.
Der er i alt 16 professorer tilknyttet instituttet; Georgios Kontogeorgis, Anke Degn Jensen, Rafiqul Gani, Krist V. Gernaey, Peter Glarborg, Ole Hassager (professor emeritus), Sten Bay Jørgensen (professor emeritus), Søren Kiil, Manuel Pinelo, Gürkan Sin, Anne Ladegaard Skov, Nicolas von Solms og John Woodley.
Blandt de tidligere ansatte er Michael L. Michelsen og John Villadsen.

## Institutdirektører
- 1913-1954: P. E. Raaschou
- 1954-1974: Per Søltoft
- 1974-1983: Knud Østergaard
- 1983-1993: Aage Fredenslund
- 1993-1996: Mogens Kümmel
- 1997-2000: Knud Østergaard
- 2000-nu: Kim Dam-Johansen